# Los Villareales
Los Villareales é uma Região censo-designada localizada no estado norte-americano do Texas, no Condado de Starr.

## Demografia
Segundo o censo norte-americano de 2000, a sua população era de 930 habitantes.

## Geografia
De acordo com o United States Census Bureau tem uma área de
53,1 km², dos quais 53,0 km² cobertos por terra e 0,1 km² cobertos por água.

## Localidades na vizinhança
O diagrama seguinte representa as localidades num raio de 12 km ao redor de Los Villareales.